# Mark Odhiambo
Mark Otieno Odhiambo (* 11. Mai 1993 im Kajiado County) ist ein kenianischer Leichtathlet, der sich auf den Sprint spezialisiert hat.

## Sportliche Laufbahn
Erste internationale Erfahrungen sammelte Mark Odhiambo im Jahr 2015, als er bei den Afrikaspielen in Brazzaville im 100-Meter-Lauf mit 10,41 s im Halbfinale ausschied und mit der kenianischen 4-mal-100-Meter-Staffel in 39,78 s den vierten Platz belegte. Im Jahr darauf gelangte er bei den Afrikameisterschaften in Durban ebenfalls bis ins Halbfinale über 100 Meter und schied dort mit 10,49 s aus, während er mit der Staffel in 39,97 s Rang fünf erreichte. Bei den IAAF World Relays 2017 in Nassau belegte er mit der 4-mal-200-Meter-Staffel in 1:23,72 min den sechsten Platz. Im August startete er über 100 und 200 Meter bei den Weltmeisterschaften in London und schied dort mit 10,37 s bzw. 20,74 s jeweils im Vorlauf aus.
2018 schied er bei den Commonwealth Games im australischen Gold Coast mit 10,37 s im Halbfinale über 100 Meter aus und auch im 200-Meter-Lauf erreichte er das Semifinale und schied dort mit 21,29 s aus. Anfang August schied er bei den Afrikameisterschaften in Asaba über 100 Meter mit 10,69 s im Halbfinale aus und in der 4-mal-100-Meter-Staffel belegte er in 39,77 s den fünften Platz. Bei den IAAF World Relays 2019 in Yokohama wurde er mit der 4-mal-200-Meter-Staffel in 1:22,55 min Vierter und im Sommer nahm er erneut an den Afrikaspielen in Rabat teil und kam dort mit 10,83 s nicht über die erste Runde über 100 Meter hinaus und verpasste auch mit der 4-mal-100-Meter-Staffel mit 41,28 s den Finaleinzug. Bei den World Athletics Relays 2021 im polnischen Chorzów wurde er in 1:24,26 min Zweiter in der 4-mal-200-Meter-Staffel hinter dem deutschen Team. Kurz vor Begin der 100-Meter-Läufe der Olympischen Spiele in Tokio wurde Odhiambo wegen eines auf Methasteron positiven Dopingtests suspendiert. Ende 2022 wurde er für zwei Jahre gesperrt.
Bei den World Athletics Relays 2024 auf den Bahamas wurde er in 39,15 s Vierter im C-Lauf in der 2. Qualifikationsrunde über 4-mal 100 Meter für die Olympischen Spiele in Paris und verpasste damit eine Direktqualifikation. Anschließend schied er bei den Afrikameisterschaften in Douala mit 10,42 s im Halbfinale über 100 Meter aus und belegte mit der Staffel in 40,11 s den fünften Platz.
In den Jahren 2017 und 2018 wurde Odhiambo kenianischer Meister im 100-Meter-Lauf sowie 2017 auch über 200 Meter.

## Persönliche Bestzeiten
- 100 Meter: 10,11 s (+1,0 m/s), 10. April 2021 in Lusaka
  - 60 Meter (Halle): 6,68 s, 13. Februar 2024 in Belgrad
- 200 Meter: 20,41 s (+1,8 m/s), 10. Juni 2017 in Nairobi